# 北西部条例 (アメリカ)

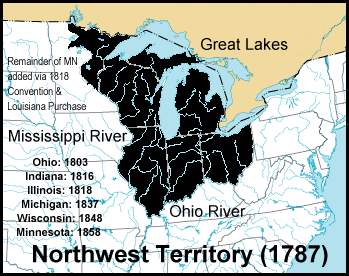
1787年時点の北西部領土

北西部条例（ほくせいぶじょうれい、英: Northwest Ordinance）は、1787年7月13日に連合規約下のアメリカ合衆国連合会議で全会一致で可決された法律である。正式な条例名はオハイオ川の北西部におけるアメリカ合衆国の領土の統治に関する条例（An Ordinance for the Government of the Territory of the United States, North-West of the River Ohio）であり、1787年の条例（The Ordinance of 1787）という名でも知られる。1789年8月7日、アメリカ合衆国憲法の下で若干の修正が施され、アメリカ合衆国議会で肯定された。

## 概要
アメリカ合衆国が統治する最初の領土（テリトリー、territory）として、五大湖の南、オハイオ川の北と西、ミシシッピ川の東の地域を北西部領土と規定した。
この条例は、大陸会議またはそれに続く連合会議（以下中央政府と呼ぶ）で可決された法令の中でも、アメリカ独立宣言以外では、ほぼ間違いなく最も重要なものである。
この条例は、それまでに存在した州の拡張ではなく、新しい州の創立を認めることでアメリカ合衆国が北アメリカの西方への拡大を行う方向性を決めた。この領土における奴隷制度を禁止したために、アパラチア山脈とミシシッピ川の間の地域でオハイオ川が奴隷制度を認める州と認めない州との境界になった。
この区分けは、奴隷制度を認める州と認めない州との間の力関係を平衡させることになり、南北戦争までの19世紀における合衆国の重要な政治的問題の基盤となった。

## 歴史
1763年のパリ条約でイギリスはフランスから北西部領域を獲得した。この領域は一般にオハイオ領土と呼ばれ、1763年宣言によって白人の入植を制限してきた。アメリカ独立戦争を終結させる1783年のパリ条約で、アメリカ合衆国はこの領域を領有することになったが、マサチューセッツ州、コネチカット州、ニューヨーク州、およびバージニア州がこの地域への拡大・領有を主張することになり、その統治方法を取り決める必要があった。また、イギリス人がこの領域に残っており、その処遇問題は1812年の米英戦争まで持ち越されることになった。
開拓者達は以前からこの領域の開拓移民を嘱望していたが、イギリスの統治が無くなったことにより、この領域の領有権と入植を主張する州によって入植地は事実上開放された形になっていった。
1784年、トマス・ジェファーソンは、アパラチア山脈の西の全ての領土に対する各州の主張を取り下げさせ、その地域は合衆国の新しい州とすべきという提案を行った。ジェファーソンはこの領土をほぼ矩形の17の州を創出することを提案した。さらに新しい州の名前までも示唆した。チャーソンソー、シルバニア、アッセニシピア、ペトロポタミア、ポリポタミア、ペリシピア、サラトガ、ワシントン、ミシガニア、イリノイアなどである。この提案は採択されなかったが、3年後の北西部条例の元となる考え方を作った。

## 条例の効果

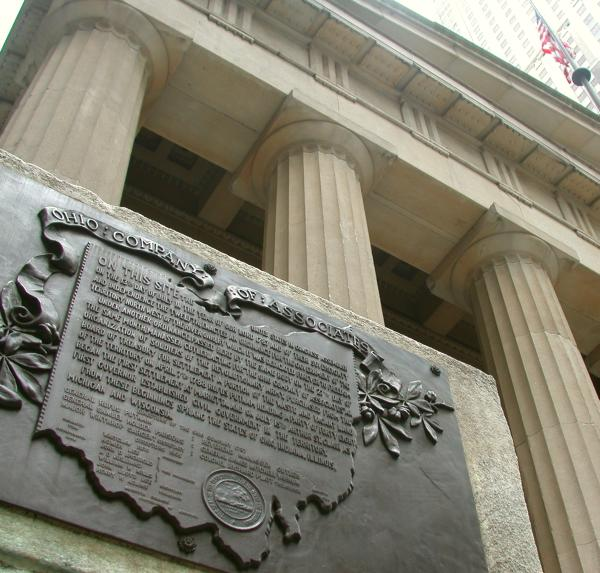
北西部条例の可決を記念する銘板。ローワーマンハッタンのフェデラル・ホール。

### 州の主張の却下
条例の採択により、この領土に対する各州の領有権主張をすべて却下し、中央政府が直接管理することとし、領土の中で新しい州を創設することを認めた。このことは一時的であるにしても中央政府が特定の州の権限を排除して領土を管理する前例を作ったということで、画期的なことであった。

### 新州の容認
条例の最も意味ある目的はこの地域に新しい州を創る条件を定めることだった。この領土の特定地域の人口が6万人を超えた時、新州を創立することを定めた。実際に新州を創立するやり方は1802年の権限付与法で定められた。1803年にこの法に基づく初めての州、オハイオ州が誕生した。

### 領土政府の設立
条例は、中央政府の直轄による北西部領土の行政府を創出することとした。これは合衆国が西部へ拡張していく時に新たに行政府を創出する際の規範となった。
北西部領土の行政府には3年任期の領土知事が中央政府により任命された。他にも、4年任期の領土長官が1名、任期制限の無い判事3名が指名された。人口が5千人を超えた場合、立法府を作ることも可能とした。
1789年、アメリカ合衆国議会は小さな修正を行った。すなわち、中央政府に替わり、アメリカ合衆国大統領はアメリカ合衆国上院の助言と同意に基づき、領土の知事と役人を任命または更迭できるものとした。また知事が死亡、不在、更迭または辞職した場合は、領土長官が知事の職務を代行することとした。

### 市民権の確立
条例の市民権条項はアメリカ合衆国憲法の最初の修正条項10か条である権利章典の前触れになった。1787年の条例の考え方と保障することの多くはアメリカ合衆国憲法と権利章典にそのまま取り込まれた。北西部領土では、様々な法的権利と財産権が法制化された。宗教的寛容性が宣言され、「宗教、道徳および知識」は「善良なる政府と、人類の幸福、学校と教育手段に必要な」ものとして宣言された。ヘイビアス・コーパス（人身保護）の権利が盛り込まれ、宗教礼拝の自由と過度の科料および残酷かつ異常な刑罰の禁止がうたわれた。裁判に訴える権利と法の遡及的な適用の禁止が認められた。

### 奴隷制度の禁止
南北戦争の原因も参照。
条例はこの地域における奴隷制度を禁止した。この当時、ニューヨーク州やニュージャージー州のような北東部の州でも奴隷制度を認めていた。条例の文では、「当該地域での奴隷制および自発的でない隷従をなきものとする。ただし、罪を犯した者で有罪とされた者はこの限りでない」としている。現実には、この地域でも奴隷が不法に所有され、契約に基づく隷従は暗黙に認められた。
南北戦争までの数十年間、北西部領土に1830年代までに創出された奴隷制度の無い自由州は、南部の奴隷州とのアメリカ合衆国議会における力関係を保つために使われた。ルイジアナ買収とミズーリ妥協の後、自由州と奴隷州の境界になっていたオハイオ川はミシシッピ川から西のロッキー山脈まで実質的に拡張された。自由州と奴隷州の平衡関係は次に起こった米墨戦争の結果壊されることになった。
1850年代の南部過激派（ファイア・イーター）の多くは、北西部領土に奴隷制度が広がることを禁止する中央政府の権限を否定した。ジョージ・ワシントン大統領は奴隷制度の廃止を主唱することは無かったが、北西部領土で奴隷制度を禁止する条項には署名した。ワシントンは親友であるラファイエットに宛てた手紙で、それが賢い選択であると述べた。トマス・ジェファーソンとジェームズ・マディソンは中央政府がそのような権限を持つと信じている旨書き記した。

### 中西部領域の定義
北西部条例は、1785年の公有地条例とともに、アメリカ中西部の（さらに西部の）法的また文化的な基盤を定めた。エイブラハム・リンカーンおよびサーモン・P・チェースの自由州における法哲学は北西部条例によっていることは意義深いことである。

### アメリカ州の先住民族に対する影響
北西部条例にはアメリカ州の先住民族にも言及している。「インディアンに対しては常に最大の信義を重んずること。彼らの土地と財産はその同意無くして取り上げてはならない。彼らの財産、権利、および自由において、侵されることも妨害されることもあってはならない。」しかし、オハイオの多くのアメリカ・インディアン種族は、アメリカ独立戦争後に署名された条約の、オハイオ川の北の土地を合衆国に割譲するという内容を認めなかった。北西インディアン戦争と呼ばれる紛争の中で、ショーニー族のブルージャケットやマイアミ族のリトルタートルが同盟を結び、白人の入植を拒んだ。このインディアン同盟が2回の戦闘で800名の兵士を殺害するに及んで（アメリカ州の先住民族による合衆国最大の敗北）、ジョージ・ワシントン大統領はアンソニー・ウェインを新軍の指揮官に命じ、結果的にインディアン同盟を打ち破り、白人が領域内に入植することを可能にした。